# Jeunesse communiste d'Autriche
La Jeunesse communiste d'Autriche (en allemand Kommunistische Jugend Österreichs, KJÖ) est une organisation politique de jeunesse autrichienne.
Indépendante du Parti communiste d'Autriche depuis 2004, elle est membre de la Fédération mondiale de la jeunesse démocratique.

## Histoire
La première organisation de la jeunesse communiste en Autriche a été fondée le 8 novembre 1918, soit seulement cinq jours après la naissance du Parti communiste d'Autriche. Elle prend alors le nom de Ligue de la jeunesse communiste (Kommunistischen Jugendverbands, KJV).
Dans les années 1930, la principale activité des jeunes communistes autrichiens sera la lutte contre le fascisme et les mouvements d’extrême droite. Les affrontements avec les milices d’extrême-droite sont alors fréquents et vont culminer avec les combats de février 1934. Ces combats de février 1934 se soldent par une défaite des forces de gauche et permettent à Dollfuss d’instaurer un parti unique : le Front patriotique. 

Désormais interdite, la KJV continue son action dans la clandestinité. À partir de 1936, elle s’implique fortement dans le soutien à l’Espagne républicaine. Outre la récolte de matériel divers (vêtements, nourriture, armes…), plus de 250 volontaires de la KJV partent combattre en Espagne au sein des Brigades internationales.
En mars 1938, l’Allemagne nazie annexe l’Autriche. La répression se durcit. De nombreux membres de la jeunesse communistes sont alors arrêtés, déportés en camps de concentration ou exécutés. L’action clandestine se poursuit néanmoins et certains membres de la KJV iront renforcer les groupes de partisans luttant contre le régime nazi.
En 1945, après la défaite de l’Allemagne nazie, est créée la Jeunesse libre autrichienne (Freie Österreichische Jugend, FÖJ) qui regroupe les jeunes communistes, socialistes et catholiques au sein d’une seule et même organisation. La FÖJ jouera notamment un rôle important dans les grandes grèves d’octobre 1950.
En 1968, l’attitude du Parti communiste autrichien qui considère comme justifié l’écrasement du printemps de Prague provoque des remous au sein de la FÖJ. L’influence du parti communiste au sein de la FÖJ est de plus en plus contestée. Finalement, en 1970, la FÖJ éclate.

Une organisation de jeunesse communiste est alors rétablie sous le nom de Jeunesse communiste d’Autriche (Kommunistische Jugend Österreichs, KJÖ). 
Les années 1970 seront particulièrement marquées par une forte implication de la KJÖ dans le soutien à la gauche chilienne après le coup d’État militaire de Pinochet de 1973. Plus largement, la KJÖ va s’investir dans les mouvements pacifistes.
Avec l’effondrement du bloc de l’Est dans les années 1990, la KJÖ entre en crise.

À partir de 2004, à l’occasion du 33e congrès du Parti communiste autrichien, la KJÖ devient une organisation indépendante du Parti communiste.
L’activité militante des années 2000 est surtout consacrée à la lutte contre l’extrême-droite, à l’opposition à l’alliance gouvernementale entre les conservateurs et le FPÖ, au mouvement contre la guerre en Irak et aux mobilisations contre les coupes dans la protection sociale.